# وليام دين هاولز
وليام دين هاولز (1 مارس 1837 - 11 مايو 1920)، (بالإنجليزية: William Dean Howells)‏ أديب وروائي وكاتب مسرحي وناقد أدبي أمريكي، من أتباع الحركة الواقعية في الأدب، تمتدُّ فترة تأليفه من منتصف القرن التاسع عشر حتى نهايات العقد الثاني من القرن العشرين. تمتاز رواياته بالطابع الواقعي، وهو أوَّل من جلب الواقعيَّة الأدبيَّة إلى الأدب الأمريكي، وانتقد بشدَّة النزعة الرومانسية. لُقِّب هاولز بعميد الأدب الأمريكي، وعُرِفَ على وجه الخصوص كمحرِّر وناقد أدبي في مجلة «ذا أتلانتك» (The Atlantic) الشهرية، بالإضافة إلى أعماله الأدبيَّة الخاصَّة. من أشهر مؤلفاته القصة القصيرة «عيد الميلاد كُلّ يوم» (Christmas Every Day)، والروايتان «صعود سيلاس لافام» (The Rise of Silas Lapham) و«رحَّالة من ألتروريا» (A Traveler from Altruria). عُرِف هاولز بتشجيعه للكُتَّاب الجُدد من ضمنهم ستيفن كرين وأبراهام كاهان وفرانك نوريس وإيملي ديكنسون وباول لورانس دنبار. كان هاولز اشتراكيَّاً مسيحياً، ومن مُنظِري الاشتراكية الطوباوية في الولايات المتحدة.

## مؤلفاته
- «Venetian Life» (تاريخ النشر: 1866)
- «Italian Journeys» (تاريخ النشر: 1867)
- «Suburban Sketches» (تاريخ النشر: 1871)
- «Their Wedding Journey» (تاريخ النشر: 1872)
- «The Parlor Car» (تاريخ النشر: 1876)
- «A Counterfeit Presentment» (تاريخ النشر: 1877)
- «The Lady of The Aroostook» (تاريخ النشر: 1879)

| المؤلَّفات التالية كُتِبت خلال إقامة الكاتب في إنجلترا وإيطاليا، وفي هذه الفترة كتب أشهر أعماله «صعود سيلاس لافام» (The Rise of Silas Lapham): |

| - «The Undiscovered Country» (تاريخ النشر: 1880) - «A Fearful Responsibility» (تاريخ النشر: 1881) - «Dr. Breen's Practice» (تاريخ النشر: 1881) - «The Sleeping Car» (تاريخ النشر: 1882) - «A Modern Instance» (تاريخ النشر: 1882) | - «A Woman's Reason» (تاريخ النشر: 1883) - «Three Villages» (تاريخ النشر: 1884) - «Tuscan Cities» (تاريخ النشر: 1885) - «The Rise of Silas Lapham» (تاريخ النشر: 1885) |

عاد بعد ذلك في 1886 إلى موطنه الأصلي، الولايات المتحدة، وفي هذه الفترة كتب أعمالاً متعدِّدة الأنواع من الخيال الأدبي إلى الشعر إلى الأعمال المسرحية:
| - «Indian Summer» (تاريخ النشر: 1886) - «The Minister's Charge» (تاريخ النشر: 1886) - «Annie Kilburn» (تاريخ النشر: 1888/1887) - «Modern Italian Poets» (تاريخ النشر: 1887) - «April Hopes» (تاريخ النشر: 1888) - «Mark Twain's Library of Humor» (تاريخ النشر: 1888، بالاشتراك مع مارك توين) - «A Hazard of New Fortunes» (تاريخ النشر: 1889) - «The Shadow of a Dream» (تاريخ النشر: 1890) - «A Boy's Town» (تاريخ النشر: 1890) - «Criticism and Fiction» (تاريخ النشر: 1891) - «Christmas Every Day» (تاريخ النشر: 1892) - «The Quality of Mercy» (تاريخ النشر: 1892) - «An Imperative Duty» (تاريخ النشر: 1892) - «The Coast of Bohemia» (تاريخ النشر: 1893) - «My Year In a Log Cabin» (تاريخ النشر: 1893) - «A Traveler from Altruria» (تاريخ النشر: 1894) - «Stops of Various Quills» (تاريخ النشر: 1895) - «The Landlord At Lion's Head» (تاريخ النشر: 1897) | - «The Story of a Play» (تاريخ النشر: 1898) - «Ragged Lady» (تاريخ النشر: 1899) - «Their Silver Wedding Journey» (تاريخ النشر: 1899) - «The Flight of Pony Baker» (تاريخ النشر: 1902) - «The Kentons» (تاريخ النشر: 1902) - «Questionable Shapes» (تاريخ النشر: 1903) - «Son of Royal Langbrith» (تاريخ النشر: 1904) - «Editha» (تاريخ النشر: 1905) - «London Films» (تاريخ النشر: 1905) - «Certain Delightful English Towns» (تاريخ النشر: 1906) - «Between the Dark and the Daylight» (تاريخ النشر: 1907) - «Through the Eye of the Needle» (تاريخ النشر: 1907) - «Heroines of Fiction» (تاريخ النشر: 1908) - «The Landlord At Lion's Head» (تاريخ النشر: 1908) - «The Whole Family» (تاريخ النشر: 1908، بالاشتراك مع 11 كاتباً آخَراً) - «My Mark Twain: Reminiscences» (تاريخ النشر: 1910) - «New Leaf Mills» (تاريخ النشر: 1913) - «Seen and Unseen at Stratford-upon-Avon: A Fantasy» (تاريخ النشر: 1914) - «The Leatherwood God» (تاريخ النشر: 1916) - «Years of My Youth» (تاريخ النشر: 1916) |

## معرض الصور

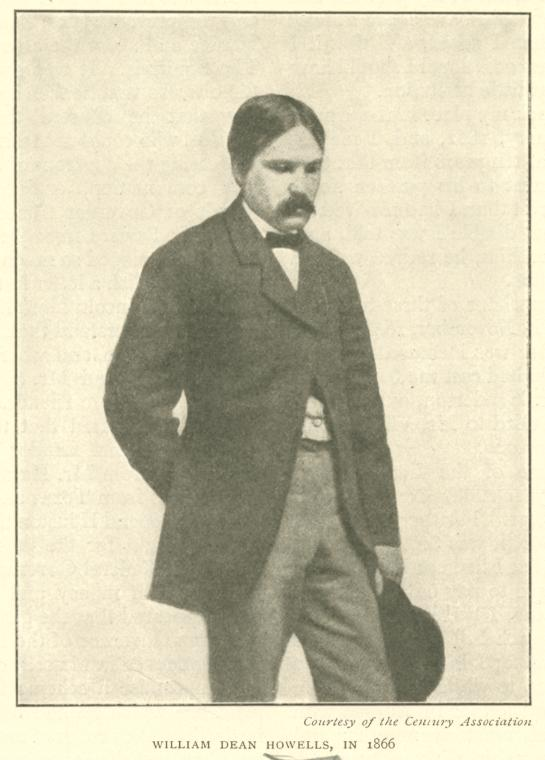
وليام دين هاولز في 1866.
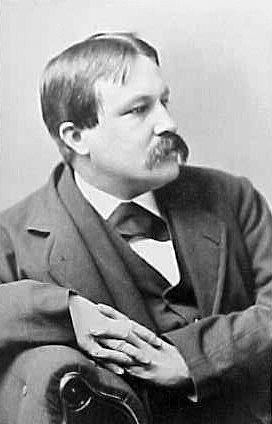
وليام دين هاولز في 1870.
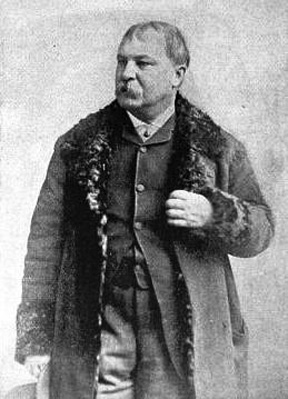
وليام دين هاولز في 1887.
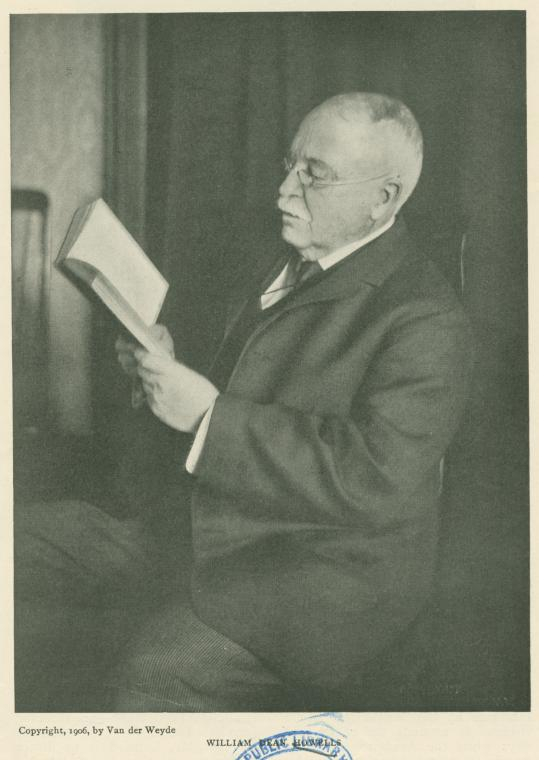
هاولز من تصوير فان دير وايد في 1906.
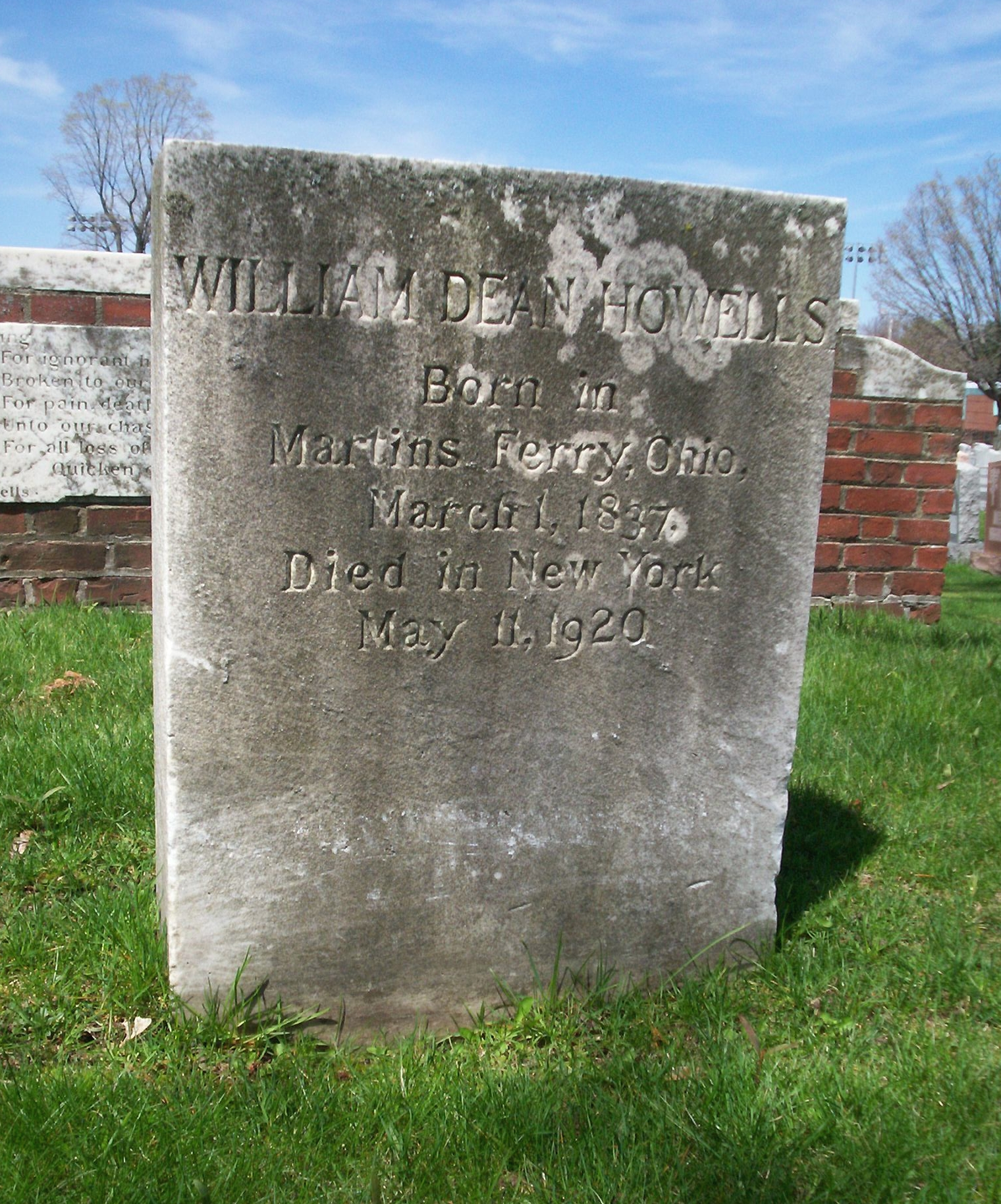
قبر وليام دين هاولز في كامبريدج.

## روابط خارجية
- وليام دين هاولز على موقع IMDb (الإنجليزية)
- وليام دين هاولز على موقع الموسوعة البريطانية (الإنجليزية)
- وليام دين هاولز على موقع ميوزك برينز (الإنجليزية)
- وليام دين هاولز على موقع إن إن دي بي (الإنجليزية)